# Wojciech Wójcik (grafik)
Wojciech Maria Wójcik (ur. 1959) – polski fotograf i grafik komputerowy.
Absolwent Państwowego Liceum Sztuk Plastycznych we Wrocławiu. Od czasów licealnych współpracował z Amatorskim Klubem Filmowym „Fosa”. Od 1981 r. współpracował z Niezależną Agencją Fotograficzną „Dementi”. Był autorem zdjęć z wypadku w dniu 31 sierpnia 1982 we Wrocławiu, podczas którego ciężarówka ZOMO potrąciła i przejechała Jarosława Hyka.
Od 1984 r. był związany ze Studiem Filmów Rysunkowych w Bielsku-Białej oraz Studiem Animacji w Wytwórni Filmów Fabularnych we Wrocławiu. Był współautorem kilku filmów animowanych i czołówek filmowych.
Na początku lat 90. XX wieku założył własne studio animacji ALGPlus, pracujące w oparciu o techniki komputerowe. Współpracował m.in. z wrocławskim studiem TVP, opracowując animacje komputerowe na potrzeby lokalnych programów telewizyjnych. W jego studiu powstały pionierskie reklamy telewizyjne w pełni animowane komputerowo. Pod koniec lat 90. XX wieku współpracował z agencją reklamową „AIDA”. Pracuje w zespole Studia RMG FX, produkującego komputerowe efekty specjalne na potrzeby filmów fabularnych i seriali animowanych, m.in. Włatcy móch.